# Émeutes de décembre 1790 à Aix-en-Provence
Les émeutes de décembre 1790 à Aix-en-Provence sont un mouvement insurrectionnel provoqué par l'affrontement de plusieurs clubs patriotiques avec des sociétés monarchiques au début de la Révolution française. Durant plusieurs jours, la ville d'Aix-en-Provence est en émoi. Les troubles sont provoqués par un discours de l'avocat Jean Joseph Pierre Pascalis, qui se plaint des désordres menés par les patriotes et appelle au retour de la constitution provençale d'Ancien Régime. Le mouvement se solde par la mort de plusieurs protagonistes, dont celle de Pascalis, lynché par la foule sur le cours Mirabeau.

## Contexte

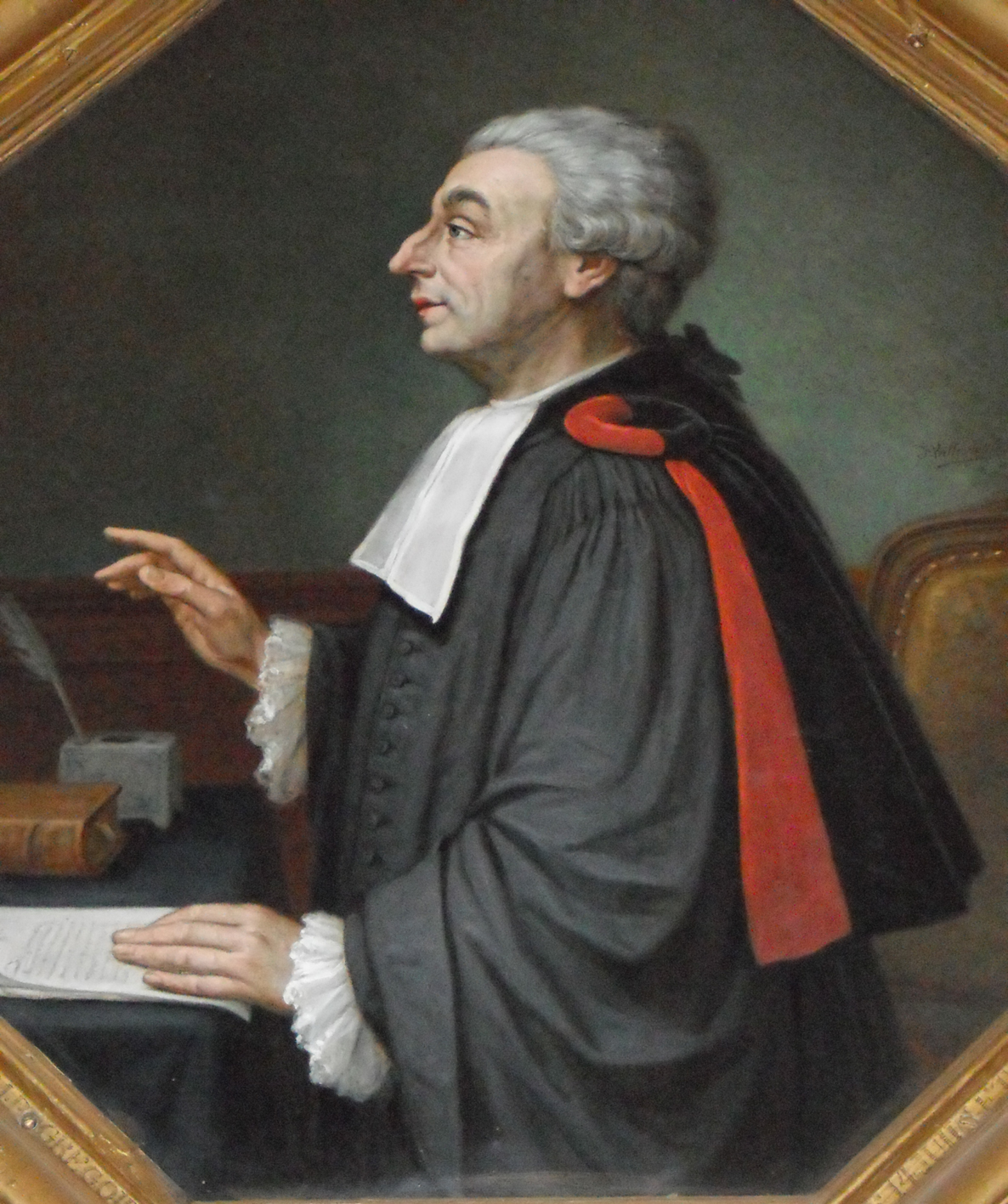
Portrait de Jean Joseph Pascalis peint par Joseph Villevieille vers 1900.

L'Assemblée départementale des Bouches-du-Rhône s'installe à Aix le 20 juillet 1790. Cette création a pour conséquence le démembrement de l'ancienne administration provençale. L'article 10 du décret du 2-10 septembre 1790 provoque la suppression du Parlement de Provence. Sous le coup d'une vive colère devant l'état de ruines des anciennes institutions de la province, l'avocat aixois Jean Joseph Pierre Pascalis décide dans ces conditions de se retirer des affaires politiques et du barreau.

### Le discours du 27 septembre
Le 27 septembre, il entre en robe au palais du Parlement en compagnie de plusieurs avocats. Annoncé par l'huissier, il prononce un discours qui aura des conséquences majeures, discours que certains historiens qualifient « des plus séditieux ».

« Messieurs,

« Les édits du 8 mai 1788 me forcèrent comme administrateur du Pays, de consigner dans vos registres les réclamations d un peuple jaloux de sa Constitution et de sa liberté idolâtre des vertus de son Roi. 

« Dans des circonstances plus désastreuses je viens remplir un ministère non moins imposant et, au nom d'un Ordre qui s'honore toujours de seconder vos efforts pour le maintien des droits du Pays, déposer dans votre sein les alarmes des vrais citoyens. 

« Si le peuple, dont la tête est exaltée par des prérogatives dont il ne connaît pas le danger, dont le cœur est corrompu par le poison des idées républicaines, souscrit au renversement de la Monarchie, à l'anéantissement de notre Constitution, à la destruction de toutes nos institutions politiques ;

« S'il applaudit à la proscription de votre Chef, qu'il surnomma son ami à la dispersion de la Magistrature, qui veilla sans cesse pour son bonheur, et à l'anarchie qui exerce déjà ses ravages ;

« Si, dans l'excès de son aveuglement, il se refuse au vœu de cette foule de communautés, supportant de 13 à 1400 feux (moitié des charges du Pays) qui ont inutilement sollicité la convocation de nos États ;

« Enfin, si pour comble d'infortune, il provoqua les calamités de toute espèce qui l'affligent, plaignons ses erreurs, gémissons sur le délire qui l'agite, et craignons qu'il ne se charge lui-même un jour de sa vengeance.

« Le temps viendra, et nous osons prédire qu'il n'est pas éloigné, où, le prestige dissipé par l'excès même des maux qu'il aura produits, nos citoyens rendus à leurs sentiments naturels de fidélité, de franchise et de loyauté, béniront la sagesse d'une Constitution exaltée par les publicistes, l'égide de la liberté sociale, le garant de la félicité publique.

« Puisse le ciel hâter le moment où, nous gratifiant de ce nouveau bienfait, nos citoyens détrompés se réuniront à l'envi pour assurer la proscription des abus de l'ancien régime, l'exécution de nos traités avec la France, le rétablissement de la Monarchie, et avec le retour de nos Magistrats celui de la tranquillité publique.

« Tels sont, Messieurs, les vœux dont vous fait aujourd'hui l'hommage, un Ordre non moins célèbre par ses talents que par ses vertus, qui sut mériter l'estime des différents barreaux du Royaume et conserver la vôtre, qui mit toujours sa gloire à partager vos travaux et vos disgrâces, qui n'eut d'autre récompense que celle de veiller plus spécialement au maintien de la Constitution et au soulagement du peuple, et qui, décidé à s'ensevelir avec la Magistrature, veut vivre et mourir citoyen Provençal, bon et fidèle sujet du Comte de Provence, Roi de France. »

### Réactions locales au discours du 27 septembre
La teneur de ce discours se répand dans toute la ville en quelques heures et, tandis qu'il éveille les sentiments monarchistes d'une frange silencieuse de la population, il provoque un déchaînement de colère chez les partisans de la Révolution et de la crainte chez les administrateurs d'Aix. Le président Noé dénonce les mots de Pascalis, les qualifiant d'« inconstitutionnels » et de « dangereu ». En début de soirée, les officiers municipaux, en tête desquels le maire Jean Espariat, débattent des mesures à prendre. Une délégation du club des Amis de la Constitution, menée par l'avocat Arbaud, futur juge de district à Marseille, surgit alors pendant le conseil et demande l'interdiction de la publication du discours, quitte à rendre visite à tous les imprimeurs d'Aix, ce qui sera le cas. Le registre sur lequel est retranscrit le discours est lacéré.
Charles Ribbe précise les accusations formulées contre Pascalis : « Ils allèrent jusqu'à l'accuser d'avoir voulu lever le drapeau de la guerre civile, ils le dénoncèrent comme un conspirateur cherchant à ramener les privilèges et les abus. » Le procureur de la commune rend une plainte contre l'avocat. Les officiers municipaux d'Aix rédigent un procès-verbal qu'ils adressent à l'Assemblée nationale, dont l'examen est confié au Comité des recherches de la constituante.
Une société populaire de la ville va désigner en Pascalis l'ennemi du peuple : le Club des Amis de la Constitution, formé de jeunes avocats et d'artisans que Ribbe qualifie de « désœuvrés ». Ajoutée à cette société, celle de l'abbé Rive s'acharne à insulter et à inciter ses membres à la violence contre Pascalis.

### La conspiration du Sud-Est
Celui-ci, craignant pour sa vie, mais, selon les témoignages, « inaccessible à la peur », se retire dans la campagne aixoise, au quartier des Pinchinats, dans le château de la Mignarde. Le lieu est connu du tout Aix, car Pascalis y passe plusieurs moments de sa vie et vient s'y ressourcer, loin des bruits de la ville. Plusieurs amis lui rendent visite : Joseph Dubreuil, le futur maire d'Aix, le procureur Darbaud, les présidents d'Albert de Saint-Hippolyte et de Mazenod, ainsi que des magistrats du Parlement non encore exilés. Le royaliste Antoine Balthazar Joachim d'André lui propose même de fuir par une lettre de Paris du 12 octobre, ce que Pascalis refuse catégoriquement.
Le 31 octobre, l'abbé Rive organise une réunion des paysans d'Aix dans l'ancienne église des Bernardines, donnant à l'assemblée le titre d'« Assemblée particulière des vénérables frères anti-politiques, c'est-à-dire des hommes vrais, justes et utiles à la patrie ». Charles Ribbe rappelle la façon dont Rive parle de Pascalis : « Quand il parle de Pascalis, il écume de rage : Pascalis n'est pas seulement à ses yeux un ennemi, c'est un monstre ; c'est l'incendiaire Pascalis, le scélérat Pascalis, l'exécrable, le forcené Pascalis, l'abominable conjuré, le fameux énergumène Pascalis. » Alors qu'il prédit une « très prochaine anti-révolution » de la part des ennemis du peuple, lui et son club pressent la municipalité de poursuivre Pascalis.

## Chronologie

### Samedi 11 décembre
La création d'une société monarchique à Aix va mettre le feu aux poudres. Le 11 décembre, un écuyer à l'Académie royale d'équitation, le chevalier de Guiramand, accompagné de quatre hommes, Darbaud, ancien procureur au Parlement d'Aix, Pons, maître d'armes, Coppet, maître-gantier, et Blanc, commis, vient demander l'autorisation de la création de sa société, la « société des amis de l'ordre et de la paix » (aussi appelée « société des amis de la religion et du roi ») à l'hôtel de ville. Celle-ci tient ses réunions au cercle Guion, sur le cours Mirabeau. Une rumeur se répand, selon laquelle un projet de contre-révolution se mettrait en place dans Aix. Aussitôt, on s'agite dans les clubs patriotiques. On dit que les « ennemis de la révolution [ont] employé des ouvrières à fabriquer des cocardes blanches ». La cocarde blanche est en effet le signe de reconnaissance de cette société qui recueille des adhésions en échange d'offres d'emploi et d'argent aux signataires. Le but que poursuit ce club est l'avènement du « triomphe prochain des contre-révolutionnaires ». Les républicains considèrent l'initiative de Guiramand comme une déclaration de guerre. Des pétitions sont immédiatement envoyées au corps municipal pour faire interdire la nouvelle société. On délibère qu'une réunion se tiendra le lendemain à 9 heures et que les Frères anti-politiques y seront invités, pour s'unir aux Amis de la Constitution.

### Dimanche 12 décembre
Le lendemain, 12 décembre, des gardes nationaux patrouillent en costume dans la ville, sabre en bandoulière. La quasi-totalité des membres de clubs patriotiques parcourent les rues pour montrer leur présence. La réunion du matin a finalement lieu à 16 heures. Elle porte le nom de « Sainte Coalition ». Les clubs des Amis de la Constitution et des Frères anti-politiques se jurent union, concorde et fraternité. Chacun jure de verser jusqu'à la dernière goutte de son sang pour le maintien de la Constitution. Selon Charles Ribbe, l'ambiance est délirante.

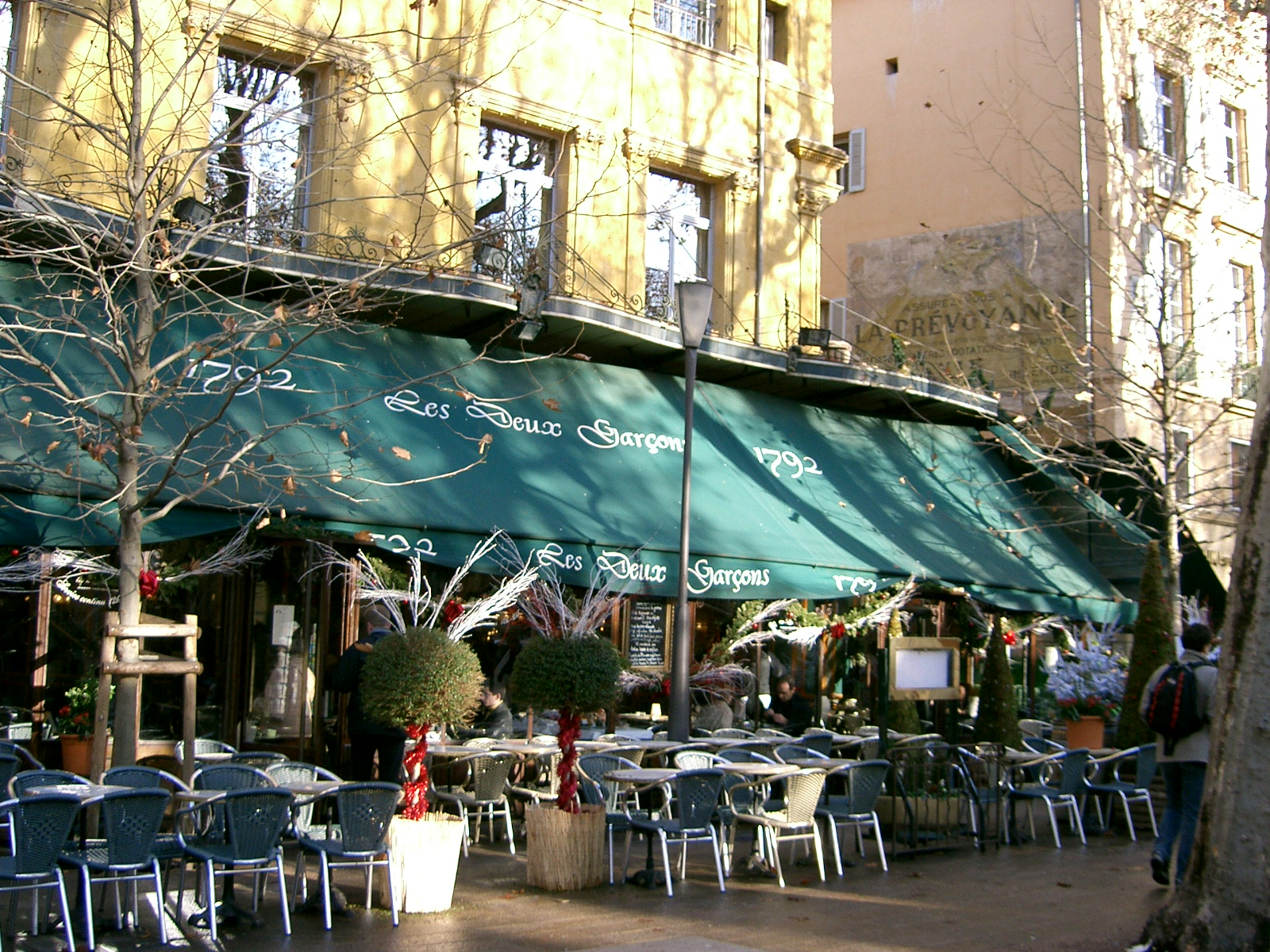
Le 53 bis du cours Mirabeau qui abrite alors le cercle Guion.

Une heure plus tard, alors que la nuit tombe, des mouvements de foule ont lieu dans la ville, causant des troubles. Les clubistes avancent sur le cours Mirabeau en chantant Ah ! ça ira. Arrivés à l'hôtel de Gantès, au numéro 53 bis, où se trouve alors le cercle de Guion, ils lancent des cris comme « Ouf, ouf, les aristocrates à la lanterne ! ». Le chevalier de Guiramand, en compagnie de deux hommes, se présente à la porte du cercle. Un coup de feu soudain le blesse à la cuisse. Le chevalier riposte à l'aide de ses deux pistolets. La foule en colère tente de forcer l'entrée du cercle au cri de Foou toutei leis esgourgea !. Plusieurs personnes sont alors présentes dans la salle : de Tressemane, de Gueydan, de Bayen, de Bonnaud de la Galinière, de Castellet (qui est le directeur de la poste), Grandin de Salignac (trésorier de France), mais aussi une dizaine de soldats du régiment du Lyonnais, attablés et jouant aux cartes. Comme des coups de feu sont tirés dans la salle, les officiers décident de se frayer un chemin dans la foule pour sortir du cercle, sabre à la main, et tentent de fuir par le cours Mirabeau. D'autres s'échappent par une porte arrière dans la rue des Grands-Carmes. Plusieurs sont blessés. Quelques soldats sont pris en otage par la foule et conduits à l'hôtel de ville.

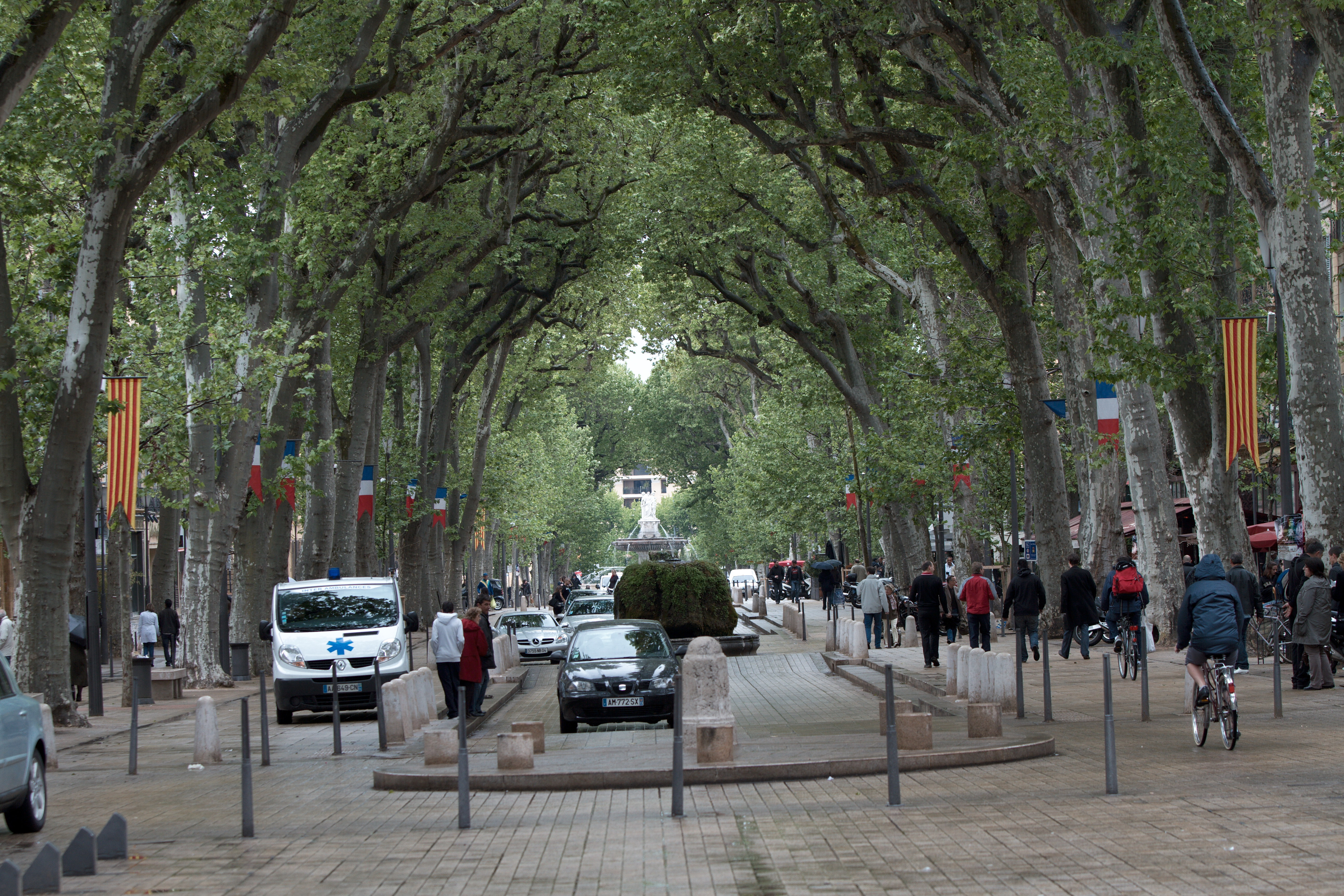
Le cours Mirabeau de nos jours.

Aussitôt, les officiers du Lyonnais parviennent aux casernes Saint-Jean à quelques centaines de mètres du Cours et rassemblent un régiment pour venir en aide aux soldats retenus. Quelques soldats aux casernes refusent toutefois de marcher contre les patriotes. L'un d'eux, nommé Ferréol, sera ultérieurement ovationné par les patriotes, qui demandent le 30 janvier suivant qu'une rue contiguë à la place de Prêcheurs porte son nom et qu'une inscription soit placée aux casernes « en mémoire du civisme du brave Ferréol ».
Une fois le calme rétabli, le corps administratif de la ville fait murer les portes du cercle Guion et les juges du tribunal viennent enquêter. On décide dans le même temps de faire partir de la ville les compagnies du Lyonnais : cinq iront à Lambesc, trois à Roquevaire et deux à Auriol.
Pour les patriotes, les membres du cercle Guion étaient décidés à mettre la ville d'Aix à feu et à sang. Et un homme est, à leurs yeux, derrière le complot : l'avocat Pascalis. Pour la société des amis de la Constitution, « les sinistres prédictions consignées dans les adieux de Pascalis à la Chambre des Vacations étaient un indice irrécusable. » Une réunion comprenant vingt députés des deux clubs a alors lieu chez l'abbé Rive. Celui-ci, dans sa hargne habituelle, convainc ses visiteurs d'aller s'emparer de l'avocat, qu'il dit gardé par une cinquantaine de paysans, allégation fantaisiste, Pascalis se trouvant alors quasiment seul à la Mignarde. Il semble que Pascalis ne croit à aucun moment que la foule oserait venir l'arrêter. Quelques jours avant le 12 décembre, quand un ancien magistrat lui propose de fuir pour Eyguières, dans sa famille, en lui disant : « On en veut à vos jours », celui-ci se contente de répondre par un laconique : « Ils n'oseraient », formule jadis employée par le duc de Guise. Cette détermination de Pascalis à ne pas fuir vient sans doute du fait qu'il est persuadé que le peuple d'Aix reste de son côté, viscéralement attaché aux racines qu'il défend lui aussi. Tout le monde parmi la municipalité s'attend pourtant au pire. Joseph Dubreuil répond même à un officier municipal qui critique l'attitude entêtée de Pascalis : « Vous qualifiez d'imprudence la conduite de M. Pascalis ; sachez que si quelqu'un attentait à sa personne, il se répandrait du sang. » L'arrestation prochaine de Pascalis ne faisant guère de doute parmi ses proches et malgré les appels à la fuite non suivis d'effet, personne n'ose plus s'interposer. Le secrétaire de l'avocat, prenant un repas, est averti dans la soirée du 12 que Pascalis est sur le point d'être arrêté. Impassible, il poursuit son repas jusqu'à son terme. Au même moment, 80 hommes environ investissent le château de la Mignarde et enlèvent Pascalis, le garrottent et l'emmènent à l'hôtel de ville.

### Lundi 13 décembre
Il est 4 h du matin quand Pascalis est jeté dans un cachot. La foule ne veut pourtant en rester là et décide de procéder à une arrestation supplémentaire, sans réellement savoir qui doit en être l'objet. Jean-Louis Martin d'Arlatan de Lauris figurent parmi les cibles potentielles mais, comme la foule passe devant sa demeure, dont « l'extérieur est un peu disgracieux », on préfère passer son chemin et s'attaquer à une proie plus « belle ». On passe devant la demeure du président de la cour des comptes, M. de Boyer d'Éguilles, qui est en présence de sa famille. Alors qu'on entreprend de se saisir de lui, un patriote s'exclame : « M. d'Éguilles est un brave homme ; laissons-le. Il en est un autre que nous oublions : c'est le marquis de la Roquette. »
C'est donc vers le domicile de Gaspard Louis Cassien Antoine de Maurelet, seigneur de Cabriès et marquis de la Roquette, rue de Nazareth, contiguë au cours Mirabeau, que se dirige la foule. M. d'Éguilles envoie aussitôt un domestique noir prévenir le marquis, mais quand il parvient rue de Nazareth, les portes de l'hôtel sont déjà gardées. Sorti de son lit par la force, le marquis est jeté dans le même cachot que Pascalis.
Alors que le jour se lève sur Aix, le vice-maire Toussaint-Bernard Émeric-David apprend la nouvelle des arrestations et court prévenir le président du conseil du département, M. Martin, le suppliant de ne pas faire venir la Garde nationale de Marseille au risque de mettre en danger la vie de Pascalis. Après des tergiversations du président, un courrier est finalement dépêché à Marseille pour contremander la venue de la Garde nationale. Mais celui-ci rencontre en chemin le régiment d'Ernest qui monte vers Aix, en compagnie d'une foule d'Italiens, de Grecs et de Piémontais, armés de piques et de fusils. La municipalité, tentant de reprendre la main dans les événements qui lui échappent, décide, pour la sécurité des deux prisonniers, de les transférer dans les prisons de la caserne. Les deux hommes sont escortés par un lourd détachement de soldats de la Garde nationale d'Aix et parviennent tant bien que mal aux prisons, hués tout le long du trajet par les hommes de l'abbé Rive qui lancent sans cesse des : « À la lanterne ! »

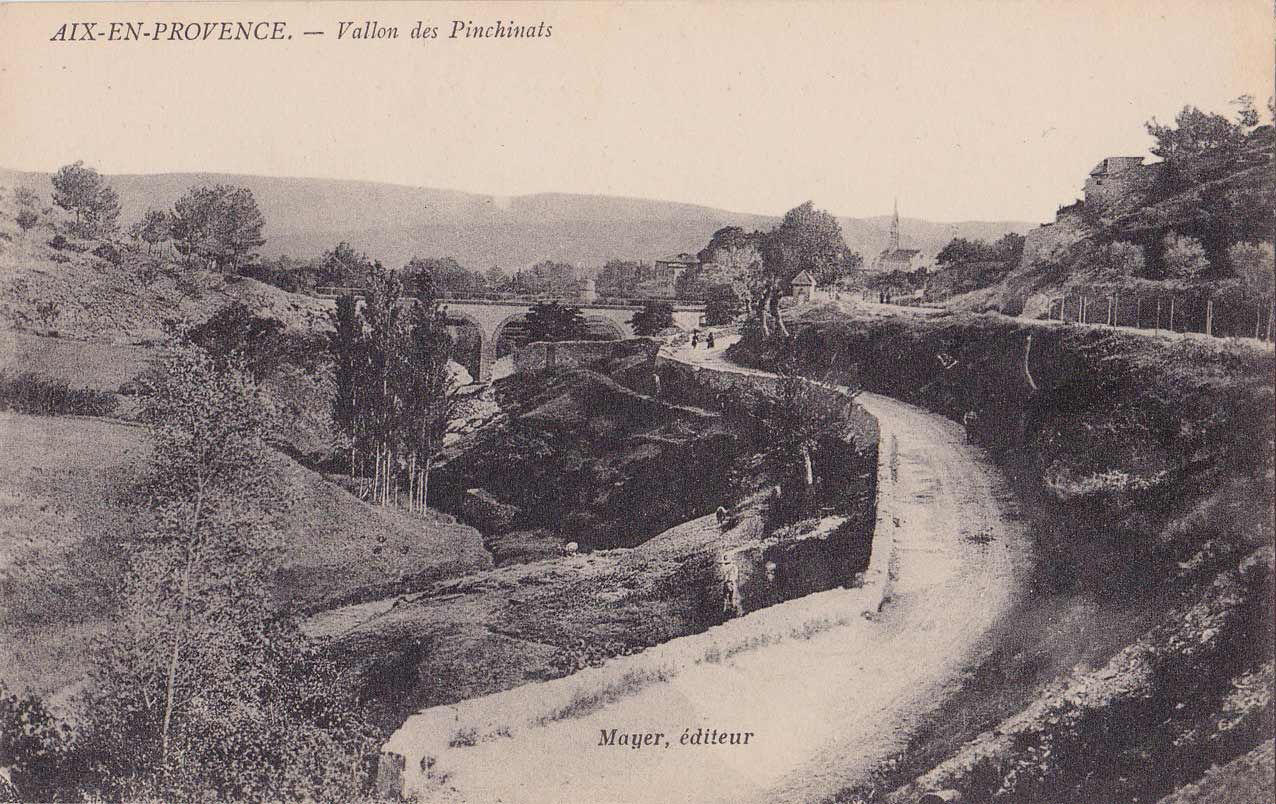
Le vallon des Pinchinats par lequel s'enfuient Mignard et Dubreuil après l'arrestation de Pascalis et La Roquette.

M. Mignard, beau-père du député D'André et ami de Pascalis, s'enfuit à travers champ dans le vallon des Pinchinats, bientôt imité par Joseph Dubreuil qui se cache au pavillon de Lenfant, se fait tonsurer, prend un costume de prêtre, puis s'enfuit dans le massif de la Sainte-Victoire et, de là, prend la route de Nice, à l'aide d'un guide, alors qu'il est activement recherché dans Aix.
Dans la matinée, les papiers que portent Pascalis sont examinés par les Amis de la Constitution. On n'y trouve que des correspondances privées faisant état des événements, mais aucune trace de complot, ni à l'intérieur des frontières et encore moins à l'extérieur, n'y est relevée. Les personnes dont les noms figurent dans ces lettres seront toutefois dénoncées comme suspectes à l'opinion publique. De nouvelles arrestations surviennent, le chevalier de Guiramand tout d'abord, mais aussi six officiers du Lyonnais. De nombreux suspects sont recherchés mais, à l'instar de Mignard et Dubreuil, ils ont déjà pris la fuite.
Vers 14 h, la Garde nationale de Marseille pénètre dans la ville d'Aix, accompagnée d'une foule de volontaires. Des pelotons armés, souvent constitués de bandits et de malfaiteurs, arpentent les rues d'Aix jusqu'aux environs de 22 h, tandis que leur nombre grossit d'heure en heure tout au long de la journée. Les Marseillais n'ont de cesse de demander la pendaison immédiate de Pascalis. Les anti-politiques, désireux de hâter le procès, fixent celui-ci au lendemain. Dans sa Lettre des vénérables frères anti-politiques, c'est-à-dire des hommes vrais, justes et utiles à la patrie, à M. le Président du département des Bouches-du-Rhône, appelé Martin, fils d'André, antérieure à l'incarcération du scélérat Pascalis, suivie d'un post-scriptum qui a été écrit après cette incarcération, il appelle de ses vœux l'exécution de Pascalis : « Il ne faut pas tergiverser, Monsieur le Président, il n'y a à conserver dans le nouvel empire français que de vrais citoyens et d'excellents patriotes. Tout homme quel qu'il soit, par quelques travaux qu'il puisse s'être distingué, s'il devient un jour l'ennemi de la patrie, il doit lui faire sacrifice de sa tête sous une lanterne. »
Comme un complot se dessine, visant à attaquer les prisons, le geôlier en avertit la municipalité à 21 h. Celle-ci décide un renforcement des gardes avec le concours des régiments stationnés dans la ville et demande au régiment de Marseille de rentrer chez lui le lendemain.

### Mardi 14 décembre
Le mardi matin est un jour de marché dans la ville d'Aix. La Garde de Marseille commence à prendre le chemin du retour, comme la municipalité aixoise l'y a invitée. Alors qu'on entend dans la foule des soldats quelques voix demandant la tête de Pascalis, la troupe fait une halte soudaine au bas du cours Mirabeau. Des meneurs s'écrient : « Où allez-vous ? Ce n'est pas le chemin de Marseille qu'il faut prendre ; aux casernes ! aux prisons ! » Aussitôt la troupe se disloque et un bon nombre de soldats et de volontaires prennent la direction des casernes, sous les cris impuissants de leur colonel qui leur ordonne de reprendre leur rang.
400 hommes du régiment d'Ernest sont alors en faction aux prisons pour les défendre en cas d'attaque. Mais la foule qui déferle aux casernes est si nombreuse que rien n'est fait pour les empêcher d'entrer. Les portes des prisons sont abattues à la hache ; le mur de clôture est entamé par des pics. L'église voisine est pillée de ses échelles. Le procureur général syndic présent sur place exprime de vifs reproches au commandant du régiment d'Ernest, Rodolphe de Diesbach, qui ne peut que répondre : « Que voulez-vous que nous fassions ? » — « Il me semble que votre troupe devrait être en bataille », répond le procureur. La foule se rend compte que le régiment est sur le point de prendre les armes quand une baïonnette est mise sur la poitrine du procureur. Une intervention des gardes nationaux parvient à le soustraire à la fureur de la foule et à le mettre à l'abri dans les appartements d'un cantinier.

Trois officiers municipaux sont alors envoyés pour faire respecter la loi. Ils se placent devant la porte de la prison, tentant de faire entendre raison à la foule qui les accuse de favoriser la fuite de Pascalis. L'un reçoit un coup de crosse de fusil, un autre est garrotté et l'on fait mine de vouloir le pendre, tandis que le troisième est menacé d'une pointe de sabre sur la gorge. On presse les officiers de signer un papier autorisant de faire sortir Pascalis et de le livrer à la foule. Le récit ultérieur des événements rédigé par la municipalité indique qu'à trois reprises, les officiers refusent de signer cet ordre : 

« Le geôlier s’emporte contre leur refus. On prend la main de l’un des trois ; on serre la plume entre ses doigts ; on lui fait tracer quelques mots. Les autres résistent encore. Tous trois signent enfin le papier fatal. Les trois administrations se le sont fait représenter. Il contient ces mots : « Permis de donner Pascalis ». L’écriture en est si troublée qu’on ne saurait reconnaître la main des signataires. On y voit que deux ont ajouté : « contraints et forcés ». »

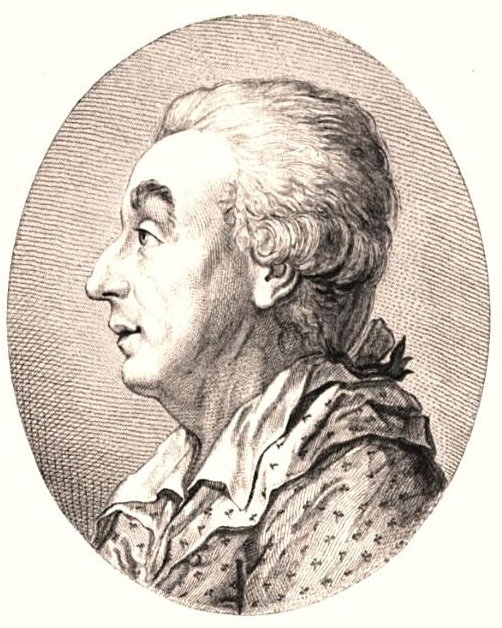
Portrait de Pascalis. Anonyme, 1854.

Le permis de donner Pascalis signé, l'avocat et La Roquette se retrouvent entre les mains de la foule en quelques minutes à peine. En route vers le cours Mirabeau, et traversant la rue Saint-Jean, une femme se jette devant Pascalis en criant : « Non, vous ne mourrez pas. » Les meneurs craignent que cette réaction ne déclenche des mouvements de pitié parmi le peuple et écartent vivement la femme du chemin. Bientôt, tout le monde est rassemblé sur le cours. Pascalis demande l'assistance d'un prêtre mais obtient pour seul réponse : « Tu iras te réconcilier avec le Père éternel. » Pour ajouter à son humiliation, on choisit de le pendre en face de sa maison, l'hôtel Barlatier de Saint-Julien. Dans le même temps, le corps municipal est informé des événements du cours. Aussitôt, les officiers s'empressent d'aller sur les lieux pour tenter une dernière fois d'empêcher les pendaisons qui se profilent. Mais alors qu'ils arrivent sur le cours, ils ne peuvent que constater que deux corps sont déjà suspendus à des lanternes. Le vice-maire Émeric-David souhaite les détacher en espérant que les deux victimes soient encore vivantes. Un jeune homme vêtu d'un costume de la Garde nationale leur répond de façon narquoise : « Oui, faites-le descendre ; nous lui couperons la tête et nous la porterons à Marseille. » Émeric-David s'écrie de dégoût : « Retirez-vous, monstre ; que je ne vous connaisse pas... »
Progressivement, alors que la foule semble devenir hostile aux administrateurs, ceux-ci jugent plus sages de se retirer. Les émeutiers décident d'achever leur œuvre et le valet de l'exécuteur des victimes coupe la tête de Pascalis et La Roquette. Celle de La Roquette est piquée sur le bout d'une branche d'ormeau et plante en face du cercle Guion et celle de Pascalis, plantée sur une pique, est promenée par la foule pendant trois heures sur la route de Marseille. C'est arrivée à un relais de poste à mi-chemin entre Marseille et Aix que la troupe rencontre la Garde nationale qui oblige les émeutiers à cesser leur spectacle et à inhumer cette tête. Le corps de Pascalis, lui, est inhumé le jour même dans le cimetière de l'église de la Madeleine, à Aix.
Dans la soirée, le chevalier de Guiramand, âgé de 77 ans, est arrêté dans une bastide près de Meyreuil et conduit à Aix par des paysans armés. Arrivé à Aix, où il croyait pouvoir compter sur des soutiens, il est finalement pendu sur le cours Mirabeau, en face de l'hôtel d'Esparron, sans que la municipalité n'en soit avertie préalablement.
Avec cet événement s'achèvent les émeutes à Aix-en-Provence.

## Récit ultérieur

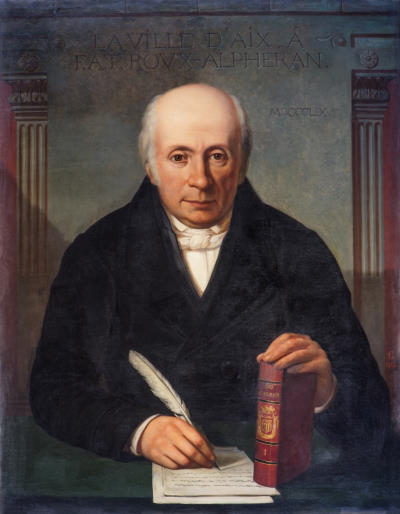
L'historien aixois Ambroise Roux-Alphéran (1776-1858).

La municipalité aixoise fait le récit des événements et le fait consigner dans un registre de délibérations à la date du 17 mars 1791, soit plus de trois mois après les émeutes. Le délai peut surprendre. L'historien Ambroise Roux-Alphéran en explique la raison. Selon lui, « ce procès verbal n'est […] revêtu que de cinq signatures tandis qu'il devrait porter celles des douze officiers municipaux et même celles du procureur de la commune et de son substitut. Il est aisé de voir, en le lisant, que ses rédacteurs ont employé tous leurs efforts pour justifier leur impuissance de faire le bien dans cette terrible circonstance. Au reste, tous les torts y sont rejetés sur ceux qu'on appelait les ennemis du nouvel ordre de choses. C'est ainsi que dans toute la France on accusait alors les gentilshommes d'incendier eux-mêmes leurs châteaux pour se ménager le plaisir de calomnier la Révolution. »